# طب الطوارئ الحرج

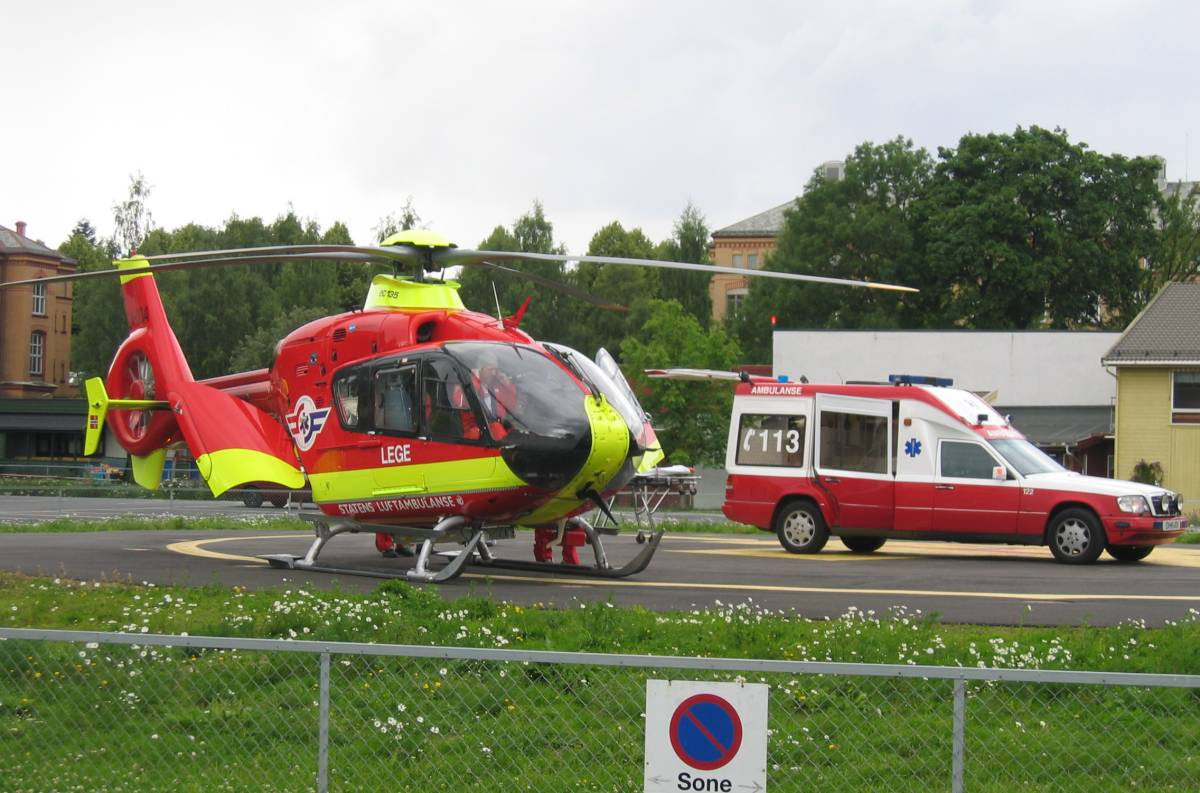
دور المروحيات الطبية في تعزيز خدمات طب الطوارئ الحرج

طب الطوارئ الحرج (بالإنجليزية: Critical emergency medicine)‏ هو مصطلح يشير إلى الرعاية الطبية الحادة للمرضى الذين يعانون من حالات طوارئ طبية تشكل تهديدًا مباشرًا على الحياة، بغض النظر عن الموقع. على وجه الخصوص، يستخدم المصطلح لوصف دور أطباء التخدير في تقديم هذه الرعاية.
تم تقديم هذا المصطلح في عام 2010 في ورقة موقف من قبل الجمعية الاسكندنافية لطب التخدير والعناية المركزة، التي عرَّفتها بأنها «الدعم الفوري للحياة وإنعاش المرضى المصابين بأمراض خطيرة والمصابين في ما قبل المستشفى وكذلك في إعدادات المستشفى». يصف أدوار وكفاءات أطباء التخدير وأطباء العناية المركزة في رعاية المرضى الذين يعانون من أمراض أو إصابات تهدد الحياة والذين يحتاجون إلى الإنعاش أو دعم وظائفهم الحيوية، لا سيما في الدول الاسكندنافية وأجزاء أخرى من أوروبا. كان أحد أسباب تقديم هذا المصطلح هو التمييز بين هذه الأنشطة الأساسية والتخصص الطبي الأوسع المعترف به دوليًا لطب الطوارئ؛ يتعامل الأخير مع الرعاية الحادة لمجموعة واسعة من المشكلات الطبية الصغيرة إلى الكبرى التي يتم تقديمها إلى قسم الطوارئ.
اعتمد المجلس الأوروبي للتخدير والجمعية الأوروبية للتخدير والعناية المركزة المصطلح رسميًا في عام 2016 «لتحديد كفاءات أطباء التخدير ودورهم في الإدارة الحادة لحالات الطوارئ التي تهدد الحياة»، والتي تمت الإشارة إليها سابقًا في متطلبات التدريب الأوروبية المتخصصة في التخدير ببساطة على أنها «طب الطوارئ». تم تحديث منهج متطلبات التدريب الأوروبي للتخدير في 2018 لتوضيح أن المعرفة والمهارات السريرية والمواقف المحددة لطب الطوارئ الحرج يجب أن تشكل جزءًا من تدريب الدراسات العليا للأطباء المتخصصين في التخدير.